# Denis Lavant

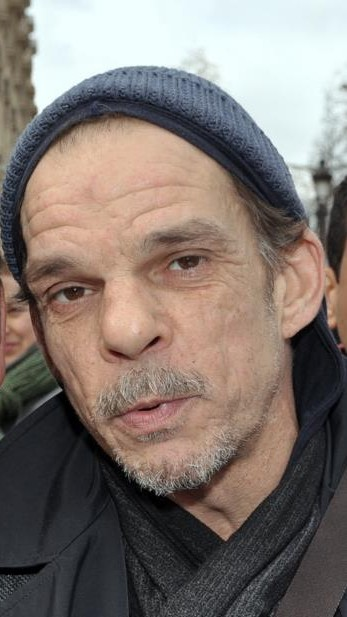
Denis Lavant en 2013.

Denis Lavant (17 de junio de 1961) es un actor francés. Conocido por su papel en Chico conoce chica (1984), de Leos Carax. 

## Filmografía
- 1982 : L’Ombre sur la plage, de Luc Béraud con Thérèse Liotard: Mathieu (TV).
- 1982 : Les Misérables, de Robert Hossein con Lino Ventura: Montparnasse.
- 1983 : Entre nosotras, de Diane Kurys con Isabelle Huppert: militar.
- 1983 : L'Homme blessé, de Patrice Chéreau con Jean-Hugues Anglade.
- 1984 : Viva la vie !, de Claude Lelouch con Charlotte Rampling: librero.
- 1984 : Chico conoce chica, de Leos Carax, con Mireille Perrier: Alex.
- 1985 : Partir, revenir, de Claude Lelouch com Jean-Louis Trintignant un patient.
- 1986 : Mauvais Sang, de Léos Carax com Juliette Binoche Alex.
- 1989 : Un tour de manège, de Pierre Pradinas com Juliette Binoche Berville.
- 1989 : Mona et moi, de Patrick Grandperret com Jean-François Stévenin Pierre.
- 1991 : Los amantes del Pont Neuf, de Leos Carax, con Juliette Binoche: Alex.
- 1994 : La Partie d'échecs, de Yves Hanchar con Pierre Richard Max.
- 1995 : Visiblement je vous aime, de Jean-Michel Carré, con Vanessa Guedj: Denis.
- 1996 : Wild Animals, de Kim Ki-duk, con Richard Bohringer: Emil.
- 1998 : Don Juan, de Jacques Weber, con Jacques Weber: Pierrot.
- 1998 : Le Monde à l'envers, de Rolando Colla, con Laurence Côte y Yann Collette: Yann.
- 1998 : Cantique de la racaille, de Vincent Ravalec, con Yvan Attal: autoestopista.
- 1999 : Beau Travail, de Claire Denis, con Nicolas Duvauchelle: Galoup.
- 1999 : Tuvalu, de Veit Helmer, con Philippe Clay: Anton.
- 2000 : Promenons-nous dans les bois, de Lionel Delplanque, con François Berléand: Stéphane.
- 2000 : La Squale, de Fabrice Genestal: joker.
- 2001 : Married/Unmarried, de Noli : Love.
- 2004 : Luminal, de Andrea Vecchiato: Ryu.
- 2004 : Un long dimanche de fiançailles, de Jean-Pierre Jeunet, con Audrey Tautou: Six-Sous.
- 2005 : Camping sauvage, de Christophe Ali y Nicolas Bonilauri, con Isild Le Besco: Blaise.
- 2006 : Mister Lonely, de Harmony Korine.
- 2007 : Capitaine Achab, de Philippe Ramos, con Dominique Blanc y Hande Kodja.
- 2008 : Les Williams, de Alban Mench, con Jacques Bonnaffé.
- 2008 : Tôkyô !, sketch "Merde", de Leos Carax.
- 2009 : Donc de Virgile Loyer, de Damien MacDonald.
- 2010 : Enterrez nos chiens, de Frédéric Serve.
- 2010 : HH, Hitler à Hollywood, de Frédéric Sojcher.
- 2011 : My Little Princess, de Eva Ionesco.
- 2011 : L'Œil de l'astronome, de Stan Neumann.
- 2012 : Holy Motors, de Leos Carax.
- 2014 : Xi You (Viaje al Oeste), de Tsai Ming-liang.
- 2015 : Eva no duerme, de Pablo Agüero: Coronel Carlos Eugenio Moori Koenig.
- 2018 : Un pueblo y su rey, de Pierre Schoeller.